# Lxandra
Lxandra (* 22. März 1996, bürgerlich Alexandra Lehti) ist eine finnische Sängerin. Sie lebt in Berlin.

## Leben und Schaffen
Die Finnlandschwedin Lxandra wuchs als Tochter der Journalistin Baba Lybeck und des Musikproduzenten und Bassisten Pekka Lehti auf der Insel Sveaborg (finnisch Suomenlinna) in Helsingfors (Helsinki) auf. Ihr Vater fungiert mittlerweile als Geschäftspartner, ihr Bruder spielt Gitarre in ihrer Band. In ihrer Jugend habe sie vor allen Dingen Heavy Metal und Emo gehört, gab sie in einem Interview an. Schon früh interessierte sie sich auch für das Musikmachen. So spielte sie etwa Klavier und sang im Chor. Später besuchte sie die Musiksparte der schwedischsprachigen Oberschule Tölö specialiseringsgymnasium in ihrer Heimatstadt. Nachdem sie dort ihren Abschluss erworben hatte, zog sie 2016 nach Berlin.
Hier veröffentlichte sie 2017 ihre Debütsingles Flicker und Hush Hush Baby über Island Records. Letztere wurde in einem Werbespot der Elektrohandelskette Saturn verwendet. Andere Stücke waren etwa in der Fernsehserie Marvel’s Runaways, der MTV-Fernsehsendung Catfish, dem Film Mit den Wellen und der Fernsehserie For the People zu hören.
Im Jahr darauf nahm sie darüber hinaus für den Trailer zur dritten Staffel der Fernsehserie The Man in the High Castle ein Cover des U2-Songs Pride (In the Name of Love) auf. Außerdem erschien ihre Major-Label-Debütsingle Dig Deep über Vertigo/Capitol.
Sie war neben Flicker und dem bei Fans beliebten Swimming Pools auf der 2019 veröffentlichten EP Another Lesson Learned vertreten. Ebenfalls 2019 wurde sie mit dem Musikpreis Music Moves Europe Talent Award der Europäischen Union als Nachfolger des European Border Breakers Award in der Kategorie Pop ausgezeichnet.
Im März 2021 erschien Someone Like Me, eine Kollaboration mit Showtek, und im Juni desselben Jahres ihr Debütalbum Careful What I Dream Of. Die Veröffentlichung war bereits für 2018 geplant, verschob sich jedoch nach eigenen Angaben aufgrund von Meinungsverschiedenheiten mit dem Label und psychischen Problemen. Im Laufe des Produktionsprozesses trennte sie sich von dem ursprünglich für die Arbeit an dem Album vorgesehenen Team und wurde selbst zur Hauptproduzentin des Albums.
Neben ihren musikalischen Tätigkeiten wirkt sie auch an ihren Musikvideos und denen anderer Musiker mit.

## Stil
Die Musik von Lxandra wird als gefühlvoll, künstlerisch und stimmungsvoll beschrieben. Eine große Rolle spielt dabei das Klavier. Sie lässt sich zwischen Folk und Elektropop einordnen. Als musikalische Einflüsse nennt Lxandra Prince, Whitney Houston, Carole King und besonders Joni Mitchell.

## Diskografie
- 2019: Another Lesson Learned EP (Vertigo Berlin/Universal Music)
- 2021: Careful What I Dream Of (Vertigo Berlin/Universal Music)

## Auszeichnungen
- 2019: Music Moves Europe Talent Award in der Kategorie Pop[9]